# Przemysław Tytoń
Przemysław Tytoń (Zamość, 1987. január 4. –) lengyel válogatott labdarúgó, jelenleg az FC Cincinnati játékosa. Posztját tekintve kapus.

## Pályafutása

### Klubcsapatban
Tytoń a 2006–07-es szezonban végig játszott a Górnik Łęczna-ban, végül korrupció vádjával kizárták őket az első osztályból, a harmadosztályba. Ezt követően öt évre írt alá a holland Rodához. Az Eredivisiében 2008. március 29-én debütált egy gól nélküli döntetlent Heracles Almelo ellen. A következő szezonban nem lépett pályára. 2010 januárjában Tytoń lett a klub első számú kapusa. 2011 végén vállműtéten esett át. A 2010–11 szezon után Tytoń volt a bajnokság második legjobb kapusa Maarten Stekelenburg mögött. Ajánlatot kapott a belga bajnok KRC Genk-től, de nem fogadta el. 2011. augusztus 16-án a PSV bejelentette, hogy Tytońt az egy évre kölcsönveszik, vásárlási opcióval a szezon végéig, 2012. január 20-án hivatalosan is leigazolt a PSV-be négy évre. 2011. szeptember 18-án agyrázkódást szenvedett, amikor összeütközött egy csapattársával az Ajax elleni mérkőzésen, hordágyon vitték le a pályáról, a játék közben 15 percet állt. Nem volt súlyos a sérülés, így csak egy napot kellett kórházat töltenie. Az FC Rapid București elleni Európa-liga meccsen térhetett vissza a pályára. 2013 év végén sérülést szenvedett, miután egy védés után nekiesett a kapufának.

### A válogatottban
2010. május 29-én debütált a lengyel válogatottban Finnország elleni 0-0 alkalmával.
Tytoń bekerült a 2012-es Eb lengyel keretébe, mint második számú kapus Wojciech Szczęsny mögött, ugyanis Łukasz Fabiański sérülés miatt nem vehetett részt a tornán. A nyitómérkőzés 68. percében Görögország ellen, Szczęsny piros lapot kapott, a görögök pedig tizenegyest végezhettek el. Tytońt cserélték be, és első labdaérintésével kivédte Jórgosz Karangúnisz büntetőjét. A meccs 1-1-es döntetlennel ért véget. Ő volt az Európa-bajnokságok történetében az első kapus aki becserélése után büntetőt tudott hárítani. A meccs után Tytoń ezt nyilatkozta a kivédett büntetőről: " mint egy álom": "Úgy éreztem magam, mintha egy álomban lennék, tudatában voltam, hogy most van itt az alkalmam. Nagyon szerettem volna segíteni a csapatnak. Köszönöm Istenem, hogy kivédtem a tizenegyest." Tytoń a következő két csoport mérkőzésen is a kapuban maradt, még úgy is, hogy Szczęsnynek az utolsó fordulóra már lejárt a felfüggesztése.

## Sikerei, díjai
PSV Eindhoven
- Holland kupa: 2012